# Антал Реґулі
Антал Реґулі (угор. Reguly Antal (1819, Зірц, Веспрем, Угорщина — 1858, Будапешт, Угорщина) — один із основоположників мадярського фіно-угрознавства, лінгвіст і етнограф, упорядник першого чувасько-угорського словника, перекладач угорською мовою фінського епосу Калевала. Будучи студентом Угорського королівського університету, 1839 у Швеції познайомився з феноманом Адольфом Арвидссоном.

## Життєпис
1841 прибув до Санкт-Петербурга з метою відшукати в Російській імперії свідоцтва, що угорці з фінами належали до одного племені. Після вивчення фінської і саамської мов з 1843 по 1845 здійснив подорож Уралом від Пермі до берега Північного Льодовитого океану і назад, де збирав етнографічні та лінгвістичні матеріали про марійців, ерзян, мансі і хантів.
Реґулі вперше довів спорідненість угорської, хантийської і мансійської мов.
1898 маршрут експедиції Антала Реґулі був відтворений іншим угорським етнографом і лінгвістом Йожефом Папай.
У червні 1848 отримав місце бібліотекаря в бібліотеці Будапештського університету.
На честь дослідника названа одна з гір Дослідницького хребта у Приполярному Уралі.